# اوریودیکه مصر
اوریودیکهٔ مصر (یونانی باستان: Εὐρυδίκη) سومین همسر شناخته شدهٔ بطلمیوس یکم سوتر و در نتیجه، ملکه همسر مصر باستان بود.
تصور می‌شود که اوریودیکه (حوالی ۳۳۰ - پس از سال ۲۷۹ پیش از میلاد) کوچک‌ترین فرزند شناخته‌شدهٔ آنتیپاتر باشد. تاریخ عروسی و تاریخ طلاق او نیز همانند خود طلاق، موضوعی مورد بحث است. محققان تاریخ را بین ۳۲۲ و ۳۱۹ قبل از میلاد می‌دانند و فان اوپن در مورد ۳۱۹ پیش از میلاد را درست‌تر می‌داند و به ارتقای موقعیت آنتیپاتر از نایب‌السلطنه مقدونی در اروپا به کرسی سلطنت پادشاهان در اواخر سال ۳۲۰ قبل از میلاد اشاره می‌کند.
چهار فرزند (با یک فرزند پنجم ناشناخته احتمالی) به اوریودیکه نسبت داده می‌شوند: بطلمیوس سرانوس، ملئاگر، بطلمیوس و لیساندرا. انتظار می‌رفت بطلمیوس سرانوس وارث پدرش باشد، اما در سال ۲۸۵/۴ قبل از میلاد بطلمیوس اول کوچک‌ترین پسرش بطلمیوس دوم (که مادرش زن چهارم برنیکه یکم دخترعموی اوریودیکه بود) را انتخاب کرد. بطلمیوس سرانوس و ملئاگر هر دو به‌طور متوالی برای مدت کوتاهی قبل از کشته شدن به عنوان پادشاه مقدونیه حکومت کردند. بطلمیوس با دمتریوس اول مقدونی ازدواج کرد و لیساندرا با اسکندر پنجم مقدونی و سپس آگاثوکلیس ازدواج کرد.
در مورد طلاق، «بحث علمی دربارهٔ طلاق ادعایی اوریودیکه به دلیل باور غلط تک‌همسری پیاپی بطلمیوس به‌طور جدی دچار مشکل شده است». شواهد زیادی برای تأیید این ادعا وجود دارد که بطلمیوس چندهمسری سلطنتی را انجام می‌داد. پاوسانیاس تأیید می‌کند که بطلمیوس از اوریودیکه و برنیکه یکم به‌طور همزمان فرزندانی به دنیا آورد.
نسب اوریودیکه با دمتریوس عادل (۲۸۵–۲۴۰/۴۹ ق. م) پسر دمتریوس پولیورستس و پتولمیاس پایان یافت.